# قلعه سرخ (باخرز)
قلعه سرخ (تایباد)، روستایی از توابع بخش بالاولایت شهرستان باخرز در استان خراسان رضوی ایران است.

## جمعیت
این روستا در دهستان بالاولایت قرار دارد و براساس سرشماری مرکز آمار ایران در سال ۱۳۸۵، جمعیت آن ۶۷۸ نفر (۱۵۴خانوار) بوده‌است.